# Blandy (Essonne)
Blandy is een gemeente in het Franse departement Essonne (regio Île-de-France) en telt 119 inwoners (2009). De plaats maakt deel uit van het arrondissement Étampes.

## Geografie
De oppervlakte van Blandy bedraagt 8,0 km², de bevolkingsdichtheid is dus 14,9 inwoners per km².
De onderstaande kaart toont de ligging van Blandy (Essonne) met de belangrijkste infrastructuur en aangrenzende gemeenten.

## Demografie
Onderstaande figuur toont het verloop van het inwonertal (bron: INSEE-tellingen).